# Gerichtsbezirk Ried im Innkreis
Der Gerichtsbezirk Ried im Innkreis ist ein dem Bezirksgericht Ried im Innkreis unterstehender Gerichtsbezirk im politischen Bezirk Ried im Innkreis (Bundesland Oberösterreich). Seit der Auflösung des Gerichtsbezirks Obernberg am Inn umfasst der Gerichtsbezirk Ried im Innkreis den gesamten politischen Bezirk Ried im Innkreis.

## Geschichte
Der Gerichtsbezirk geht auf das ehemalige bayrische Landgericht Ried zurück, das dem Herzogtum Bayern unterstand.
Im Zuge des Bayerischen Erbfolgekrieges musste Bayern jedoch 1779 das Innviertel durch den Frieden von Teschen an Österreich abtreten. Das Gebiet wurde in der Folge Teil von Österreich ob der Enns.
Dem Bezirksgericht unterstanden ursprünglich die Gemeinden Andrichsfurt, Aurolzmünster, Eberschwang, Eitzing, Hohenzell, Kirchheim im Innkreis, Lohnsburg am Kobernaußerwald, Mehrnbach, Mettmach, Neuhofen im Innkreis, Pattigham, Peterskirchen, Pramet, Ried im Innkreis, St. Marienkirchen am Hausruck, Schildorn, Taiskirchen im Innkreis, Tumeltsham, Waldzell und Wippenham. 1923 wurde die Gemeinde Geiersberg aus dem Gerichtsbezirk Haag am Hausruck bzw. dem Bezirk Grieskirchen herausgelöst und dem Gerichtsbezirk Ried eingegliedert.
Mit der Bezirksgerichts-Verordnung der Österreichischen Bundesregierung wurde am 12. November 2002 die Auflösung des Gerichtsbezirkes Obernberg am Inn beschlossen und die Zuweisung deren Gebiete zum Gerichtsbezirk Ried im Innkreis bestimmt. Mit dem 1. Jänner 2005 trat die Verordnung in Kraft.
Seit 2005 umfasst der Gerichtsbezirk Ried im Innkreis daher den gesamten politischen Bezirk Ried, wobei der Gerichtsbezirk 2005 die Gemeinden Antiesenhofen, Geinberg, Gurten, Kirchdorf am Inn, Lambrechten, Mörschwang, Mühlheim am Inn, Obernberg am Inn, Ort im Innkreis, Reichersberg, Sankt Georgen bei Obernberg am Inn, St. Martin im Innkreis, Senftenbach, Utzenaich und Weilbach übernahm.
Vor der Zusammenlegung lebten 2001 42.260 Menschen im Gerichtsbezirk Ried im Innkreis, 2010 waren es 58.680 Bewohner mit Hauptwohnsitz.

## Gerichtssprengel
Der Gerichtssprengel umfasst seit 2005 den gesamten politischen Bezirk Ried im Innkreis. Dies sind die Gemeinden Andrichsfurt, Antiesenhofen, Aurolzmünster, Eberschwang, Eitzing, Geiersberg, Geinberg, Gurten, Hohenzell, Kirchdorf am Inn, Kirchheim im Innkreis, Lambrechten, Lohnsburg am Kobernaußerwald, Mehrnbach, Mettmach, Mörschwang, Mühlheim am Inn, Neuhofen im Innkreis, Obernberg am Inn, Ort im Innkreis, Pattigham, Peterskirchen, Pramet, Reichersberg, Ried im Innkreis, St. Georgen bei Obernberg am Inn, St. Marienkirchen am Hausruck, St. Martin im Innkreis, Schildorn, Senftenbach, Taiskirchen im Innkreis, Tumeltsham, Utzenaich, Waldzell, Weilbach und Wippenham.